# 닌자 (게이머)

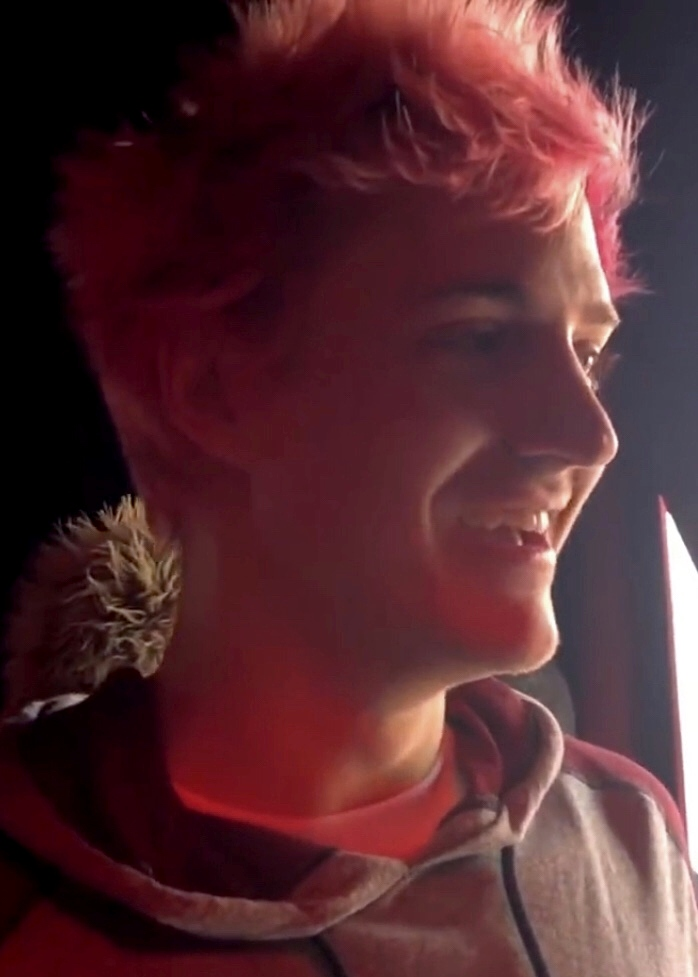

리처드 타일러 블레빈스(Richard Tyler Blevins, 1991년 6월 5일 ~ ) 또는 온라인 별명 닌자(Ninja)는 미국의 스트리머, 유튜버, 프로페셔널 게이머, 인터넷 유명인, 저자, 배우이다.
블레빈스는 헤일로 3의 대회에서 여러 이스포츠 팀에 참여함으로써 스트리밍을 시작했으며 포트나이트 배틀로열을 2017년 말 처음 플레이하기 시작하면서 명성을 쌓아올리기 시작했다. 블레빈스가 주류 미디어에 편승된 것은 2018년 3월 드레이크, 트래비스 스콧, 주주 스미스-슈스터와 함께 포트나이트를 스트리밍으로 플레이하기 시작하였을 때로, 트위치의 최고 조회수를 경신하였다. 2019년 8월 믹서를 선호하면서 트위치 스트리밍 프로파일에서 은퇴하기 전 블레빈스는 16,000,000명의 팔로어를 보유하였으며 2020년 11월 가장 많이 팔로잉하는 활동 중인 트위치 채널이 되었다.

## 영화
| 연도 | 제목      | 역할      | 비고      | 각주  |
| ---- | --------- | --------- | --------- | ----- |
| 2020 | 프리 가이 | 자기 자신 | 후반 작업 | [ 3 ] |